# Le Survenant (série télévisée)
Pour les articles homonymes, voir Le Survenant.
Au chenal du moine
Le Survenant est un téléroman québécois en 138 épisodes de 30 minutes en noir et blanc, écrit par Germaine Guèvremont et diffusé entre le 30 novembre 1954 et le 9 juillet 1957, suivi de la série Au chenal du moine d'octobre 1957 à juillet 1958, Marie-Didace de septembre 1958 à juin 1959 puis de nouveau Le Survenant entre le 1er octobre 1959 et le 30 juin 1960 à la Télévision de Radio-Canada.

## Synopsis
Il s'agit d'une étude de mœurs qui raconte l'arrivée d'un homme dans un village rural du Québec d'antan (soit au Chenal du moine près de Sorel). Cet homme mystérieux, qui a voyagé et qui loge chez un agriculteur, dérange par ses habitudes libertaires pour l'époque.

## Fiche technique
- Scénario : Germaine Guèvremont
- Réalisation : Denys Gagnon, Maurice Leroux, Jo Martin
- Société de production : Société Radio-Canada

## Distribution
- Jean Coutu : Le Survenant
- Ovila Légaré : Didace Beauchemin
- Clément Latour : Amable Beauchemin
- Suzanne Langlois : Phonsine Beauchemin
- Béatrice Picard : Angélina Desmarais
- Marc Favreau : Beau-Blanc
- Georges Toupin : Pierre-Côme Provençal
- Jean-Claude Robillard : Joinville Provençal
- Marjolaine Hébert : Bedette Salvail
- Georges Bouvier : Jacob Salvail
- Lucille Cousineau : Maria Salvail
- Germaine Giroux : Acayenne
- Monique Lepage : Rose-de-Lima Bibeau
- François Lavigne : Dr Desgroseillers
- Armand Leguet : Paquet Paulhus
- J. Léo Gagnon : Curé Lebrun
- Ernest Guimond : Oncle Zéphir
- Charlotte Boisjoli : Mélodie
- Margot Campbell : Des Neiges
- Colette Courtois : Corinne
- Pierre Daigneault : Julot
- Yvon Dufour : Curé Vincent Provençal
- Pierre Dufresne : Ugène
- Rolande Dumont : Virginie
- Nini Durand : Lucrèce
- Ève Gagnier : Tite-Ange
- Jacques Galipeau : Octavien Tourangeau
- Benoît Girard : Patrice
- Olivier Guimond : M. Bezeau
- Bernard Hogue : Amable Beauchemin
- Louis-Philippe Hébert : Le Grec
- Guy L'Écuyer : Parfait
- Yves Létourneau : Odilon Provençal
- Aimé Major : Directeur du Sorellois
- Suzanne Marcoux : Laurence
- Marthe Mercure : Mathilde
- Jean-Louis Millette : Absalon
- André Montmorency : Dollard
- Dyne Mousso : Fleur-Aimée
- Patricia Nolin : Marie-Didace Beauchemin
- Gérard Paradis : Notaire
- Sylvaine Picard : Catherine
- Mathieu Poulin : Ti-Côme Provençal
- Michelle Rossignol : Manouche
- Madeleine Sicotte : Marie-Amanda
- Nana de Varennes : Cousine du Pot-au-beurre
- Hélène Loiselle : Angélina Desmarais (1954-55)

## Épisodes

### Quelques épisodes notables
- Un cirque s'installe à Sorel (diffusé le 26 avril 1955)
- Le Survenant déserte à nouveau le Chenal-du-Moine (diffusé le 10 juillet 1956)
- Le Départ du Survenant (diffusé le 9 juillet 1957)
- La Mort d'Angélina (diffusé le 23 juin 1960)

## Commentaires
Ce feuilleton culte fait suite au feuilleton radiophonique du même titre. 
Il marquera toute une génération de Québécois par les thèmes abordés, tout comme le fera le personnage principal, homme talentueux, mystérieux et libertin. La qualité du travail de Jean Coutu dans ce rôle est aussi déterminante dans le succès du feuilleton.
Il arrive à point nommé, puisqu'il accompagne la naissance de la télévision québécoise. 
Grâce aux efforts de Radio-Canada, il est possible aujourd'hui de visionner quelques épisodes de ce feuilleton. Les quelques émissions originales sur cinégramme se trouvaient dans ses archives et sont maintenant disponibles en DVD.

### Générique
Germaine Guèvremont, l'auteur du roman, est aussi la scénariste de l'émission. 
Au début de l'émission, un annonceur indique que le feuilleton est tiré du roman de Mme Guèvremont et donne quelques indices sur l'émission. À la fin de celui-ci, il annonce le nom du commanditaire, une entreprise brassicole le plus souvent.